# Saint-Vital
Saint-Vital är en kommun i departementet Savoie i regionen Auvergne-Rhône-Alpes i sydöstra Frankrike. Kommunen ligger i kantonen Grésy-sur-Isère som tillhör arrondissementet Albertville. År 2022 hade Saint-Vital 761 invånare.

## Befolkningsutveckling
Antalet invånare i kommunen Saint-Vital
| Referens: INSEE |